# ورخنئوتیاشوو
ورخنئوتیاشوو (به لاتین: Verkhneutyashevo) یک منطقهٔ مسکونی در روسیه است که در باشقیرستان واقع شده‌است.